# دونا گار
دونا گار (به انگلیسی: Donna Gurr) (زادهٔ ۱۸ فوریهٔ ۱۹۵۵) شناگر اهل کانادا است.